# Локтево (Нижегородская область)
Локтево —опустевшая деревня в составе Красногорского сельсовета в Уренском районе Нижегородской области.

## География
Находится на расстоянии примерно 24 километра по прямой на северо-восток от районного центра города Урень.

## История
Деревня основана в 1835 году переселенцами из деревень Стешиха и Дьячиха Новоуспенской волости Ветлужского уезда, названо по расположению на речном междуречье («локте»). До 1935 года входила в Ветлужский район. В 1870 году учтено было дворов 15, жителей 153, в 1914 32 двора. В советское время работал колхозы «Красное Знамя» и «Красногор», имелась колхозная ГЭС и кирпичный заводик. В 1978 −25 хозяйств и 80 жителей, в 1994 — 16 хозяйств и 26 жителей. Последние жители выехали в первое десятилетие XXI века.

## Население
Постоянное население составляло 16 человек (русские 100 %) в 2002 году, 0 в 2010.